# Mafia greca
La mafia greca è stata una forma di crimine organizzato sorto negli anni '50 del XX secolo da alcuni criminali emigrati dalla Grecia, insediatisi nel Queens a New York e alcune grandi città della Pennsylvania  e del New Jersey.
Alleata di alcune famiglie di Cosa Nostra americana e della mafia irlandese, risultava poco potente a livello nazionale, benché molto attiva ed influente nel settore del gioco d'azzardo, che ha dominato per diversi anni dal 1980 al 1990.